# FM Tiempo
FM Tiempo es una estación radial chilena que transmite vía internet. La misma fue, hasta 2023, una estación radial ubicada en el 95.9 MHz del dial FM en Santiago de Chile, propiedad de Megamedia, filial del Holding Bethia.

## Historia

### Grupo Bezanilla (1983-2018)
Radio Tiempo inició sus transmisiones en noviembre de 1983 en reemplazo de Radio Mundo Stereo que era propiedad de Radio Nuevo Mundo. A partir del 2 de noviembre de 1984, su formato pasó a ser netamente enfocado a la música en inglés. 
Uno de los programas recordados de esa época es Tiempo Discomix conducido por el locutor Jorge Aedo, que duró hasta 1997. 
La radio se empezó a caracterizar por su mezcla de Pop/Rock de los años 80 y 90, junto a una fina selección de los éxitos del momento predominantemente anglo.
A fines de los '90, el entonces director de la radio Ricardo Bezanilla Montes (hijo de Ricardo Bezanilla Renovales), conducía el programa La casa de cristal, junto a Paulina Magnere. En una emisión, en marzo de 2000, se conversaba sobre las promesas del entonces nuevo presidente Ricardo Lagos al mundo de la cultura. Fue entonces cuando Magnere le preguntó a Bezanilla: ¿Le crees a tu presidente?.
El 30 de octubre de 2000 se eliminó la totalidad de los programas de conversación. Bezanilla dijo en El Mercurio de Valparaíso que hay que darle a la gente lo que quiere oír. Buena música y no payasadas al aire. Además, la gente está un poco aburrida de los programas hablados, salvo que contemos con un monstruo del micrófono, cosa que no teníamos, revelando que pretendía tener al famoso animador argentino Marcelo Tinelli en sus filas.
Con el paso de los años, los programas de conversación irían retornando. En marzo de 2004 llega desde Radio Infinita el comunicador Nicolás Larraín para conducir su programa matinal Liberen a Nicolás, en una primera instancia, junto a su primo el periodista deportivo Juan Cristóbal Guarello y la misteriosa colombiana Cristina Abad y más tarde, con su hermano el actor Fernando Larraín, su otro hermano Pablo Larraín de Toro y su madre Sonia de Toro, desde marzo de 2005 hasta el 30 de noviembre de 2017.
La música continuó presente con Tiempo de clásicos (2003-2006) conducido por el locutor Rodolfo Roth y Fonosíntesis (2004-2006) con el periodista Sergio Cancino.
En 2005 se estrenó otro programa que se mantuvo por diez años: Superados. En él se abordaban las temáticas de pareja, bajo la conducción de la periodista Carolina Brethauer y el publicista Pato Bauerle. Este último dejó el espacio en 2008 y emigró a Radio Concierto para hacer el programa La comunidad sin anillo junto a Andrea Hoffmann y fue reemplazado por el periodista Branko Karlezi.

### Holding Bethia (2018-presente)
En mayo de 2017, esta radio y las que pertenecieron al grupo Bezanilla fueron vendidas al Grupo Bethia. La nueva propuesta debutó a comienzos de 2018 bajo la dirección del periodista Juan Manuel Astorga, quien también asumió la dirección de Radio Infinita.
Ninguno de los programas anteriores continuó al aire y solo Nicolás Larraín se mantuvo, pero con un programa nuevo. Otras de las voces fueron Javiera Contador y Jorge Zabaleta, además de los ex Infinita, Rodrigo Bastidas, Magdalena Max-Neef y Miguel Ortiz.
El 22 de abril de 2019, FM Tiempo abandona la frecuencia 96.3 MHz de Papudo y Zapallar, siendo reemplazada por su hermana Radio Infinita que no estaba antes (hoy Radio Carolina) y al mismo tiempo, la emisora abandona las frecuencias 90.9 MHz de San Antonio y 97.3 MHz del Gran Concepción, siendo reemplazada por su hermana Candela FM (hoy Radio Disney), saliendo completamente del aire en regiones, por lo cual quedó transmitiendo solo en Santiago.
Desde 2020, todos los programas de conversación fueron cesados y la emisora es estrictamente musical.
En marzo de 2021, se estrenaron dos nuevos programas de la mano del Departamento de Prensa de Mega; Meganoticias a Tiempo A.M. y Meganoticias a Tiempo P.M.. conducidos por los periodistas de Meganoticias y con una duración de dos horas aproximadamente, este espacio se dedica a repasar las principales noticias del día sumado a la música que ya se emitía en FM Tiempo. A fines de ese mes, se sumó un nuevo espacio; Ceda el Paso; un programa de movilidad, convivencia vial y mundo motor. Era conducido por Niko Knight y Omar Oyarce.
El 14 de junio de 2023, se informó que Megamedia sacaría la emisora del aire por sus magras cifras de rating y pérdidas económicas, pasando a transmitir solo en formato en línea.Posteriormente, la frecuencia 95.9 pasaría a ser arrendada a la nueva estación radial La Metro FM del empresario Alejandro Martini.

## Voces institucionales
- Mauricio Reyes Ferrada (1984 - ?)
- Fernando James (primer locutor de la radio desde noviembre de 1984 hasta mediados de 1990, también locutor de Radio Infinita entre septiembre de 1977 y marzo de 1997)
- Jorge Aedo Ocaña (voz emblemática desde los inicios de la radio en noviembre de 1984 hasta el 30 de septiembre de 2011, también locutor de Radio Infinita desde marzo de 1987 hasta marzo de 2018)
- Christian Norero Carkovic (otra voz de la radio entre 1988 y 1991, posteriormente locutor de la Radio Concierto de Julián García-Reyes)
- Gabriel Salas Arévalo (otra voz de la radio entre 1989 y 1993, posteriormente locutor de la Radio Oasis de Julián García-Reyes)
- Manuel Guerrero (otro locutor de la emisora entre 1993 y 1998, posteriormente locutor principal en Radio Cooperativa)
- Jorge Longa Soto (locutor de la radio desde noviembre de 2000 hasta comienzos de junio de 2018, anteriormente en Radio Zero)
- Tomás Peña (voz actual desde junio de 2018)

## Frecuencias anteriores
- 95.9 MHz (Santiago); hoy La Metro FM, sin relación con Mega Media.
- 97.7 MHz (Iquique); hoy Romántica FM.
- 97.1 MHz (La Serena/Coquimbo); hoy Romántica FM.
- 96.3 MHz (Papudo/Zapallar); hoy Radio Carolina.
- 91.9 MHz (Gran Valparaíso); trasladada al 92.1 MHz por ley de despeje de frecuencias, hoy Radio Infinita.
- 90.9 MHz (San Antonio); hoy Radio Disney.
- 94.1 MHz (Rancagua); hoy FM Tú, sin relación con Mega Media.
- 92.1 MHz (Chillán), hoy Radio Cariñosa, sin relación con Mega Media.
- 97.3 MHz (Gran Concepción); hoy Radio Disney.
- 91.3 MHz (Temuco); hoy Radio Infinita y 102.5 MHz; hoy Romántica FM.
- 93.5 MHz (Puerto Montt); hoy Sintonía del evangelio, sin relación con Mega Media.